# Michael Chapman (filmfotograf)
Michael Chapman, född 21 november 1935 i New York, död 20 september 2020 i Los Angeles, var en amerikansk filmfotograf, filmregissör och skådespelare.

## Filmografi (urval)
| - 1973 – Det hårda straffet - 1976 – Taxi Driver - 1976 – Aldrig i livet - 1978 – The Last Waltz - 1978 – Världsrymden anfaller - 1979 – Hardcore - 1979 – Gänget - 1980 – Tjuren från Bronx - 1982 – Personal Best - 1982 – Döda män klär inte i rutigt - 1983 – Dr. Hfuhruhurrs dilemma - 1987 – The Lost Boys - 1987 – "Bad" (musikvideo) - 1988 – Skjut för att döda - 1988 – Spökenas hämnd - 1989 – Ghostbusters II - 1990 – Snabba pengar - 1990 – Dagissnuten - 1991 – Doc Hollywood - 1992 – Viskningar i natten - 1993 – Blodröd sol - 1993 – Jagad - 1996 – Primal Fear - 1996 – Space Jam - 1998 – Sex dagar, sju nätter - 1999 – Berättelsen om oss - 2000 – The Watcher - 2001 – Evolution - 2004 – House of D - 2004 – Eulogy - 2004 – Suspect Zero - 2006 – Uppdraget - 2007 – Bron till Terabitia | - 1983 – Ta chansen! - 1986 – Grottbjörnens folk - 1970 – Landlord - 1970 – Äkta män - 1971 – Små, små mord - 1971 – Klute - En smart snut - 1972 – Gudfadern - 1972 – Det ruttna gänget - 1975 – Hajen - 1982 – The Slumber Party Massacre - 1998 – På farlig mark |